# 丹生郡
- 令制国一覧 > 北陸道 > 越前国 > 丹生郡
- 日本 > 中部地方 > 福井県 > 丹生郡

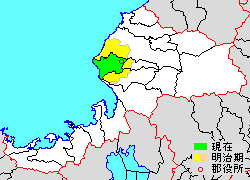
福井県丹生郡の位置（緑：越前町 黄：明治期 薄黄：後に他郡に編入された区域）

丹生郡（にゅうぐん）は、福井県（越前国）の郡。
人口18,726人、面積153.15km²、人口密度122人/km²。（2025年4月1日、推計人口）
以下の1町を含む。
- 越前町（えちぜんちょう）

## 郡域
1878年（明治11年）に行政区画として発足した当時の郡域は、上記1町のほか、下記の区域にあたる。
- 福井市の一部（日野川以西かつ恐神町、北堀町、安田町、羽坂町、本堂町、上一光町、国見元町、国見町、南菅生町より南西）
- 鯖江市の一部（日野川以西および吉江町・入町・西番町・糺町・杉本町・米岡町・三尾野出作町）
- 越前市の一部（家久町、芝原、新保、小松、新町、上太田町、大虫町、大虫本町、下四目町、向が丘町、上四目町、小野町、勝蓮花町、勾当原町、中山町より北西）

## 歴史
当初は越前国中西部一帯を郡域とする広大な郡であったが、平安時代初期に日野川東岸を分割して今立郡とし、中世には南部を割いて敦賀郡北部と併せて南仲条郡（現在の南条郡）とした。

### 近世以降の沿革
- 「旧高旧領取調帳」に記載されている明治初年時点での支配は以下の通り。○は村内に寺社除地[注釈 1]が存在。（1町208村23浦）

| 知行         | 知行                                    | 村数          | 村名 |
| ------------ | --------------------------------------- | ------------- | --- |
| 幕府領       | 幕府領（本保代官所）                    | 52村 5浦      | 城有村、下石田村、小曽原村、黒川村、大谷村、尼ヶ谷村、小倉村、窪中野村、梨子平村、左右浦、八ツ俣村、赤坂村、下川去村、清水尻村、五太子村、四ツ杉村、竹生村、居倉浦、血ヶ平村、下河原村、大王丸村、笹谷村、都辺村、杉本村（現・越前市）、猿和田村、小川村、高佐浦、茂原浦、○白滝村、円満村、八田新保村、上石田村、甑谷村、本保村、樫津村、西大井村、清水山村、平等村、熊谷村、岩永村、開発村、千合谷村、平井村、熊田村、下司村、下天下村、有定村、鳥井村、国山村、片粕村、中野村、舟場村、別畑村、北山村（現・福井市）、気比庄村、馬場村、玉川浦 |
| 幕府領       | 幕府領（福井藩預地）                    | 11村 2浦      | 杉谷村、田尻栃谷村、朝宮村、三留村、片山村、風巻村、○丹生郷村、宇須尾村、厨浦、道口浦、上氏家村、大畑村、小羽村 |
| 幕府領       | 旗本領（小林氏）                        | 3村           | 天谷村、宿堂村、水谷村 |
| 幕府領       | 旗本領（桃井氏）                        | 1村           | 西田中村 |
| 藩領         | 越前福井藩                              | 1町 78村 14浦 | 牛屋村、恐神村、堀村（現・福井市）、羽坂村、更毛村、上一光村、清水畑村、入村、大味浦、○謡谷村、笈松村、入尾村、茗荷村、大森村、○風尾村、武周村、堀村（現・越前市）、末村、上山中村、下山中村、本堂村、菖蒲谷村、細坂村、杉本村（現・鯖江市）、家久村、増谷村、曽原村、粟野村、古屋村、菅村、米ノ浦、牛房平村、六呂師村、氷坂村、上梅浦、下梅浦、沢村、新保浦、本折村、野末村、小野村、牛越村、糺村、○土山村、小谷村、笹川村、新村、下太田村、山内村、宿浦、細野村、岩倉村、芝原村、大矢村、二ツ屋村（現・福井市）、畠中村、向山村、滝波村、桜谷村、二階堂村、勝蓮花村、丸岡村、仏谷村、赤井谷村、山田村、南菅生浦、茱崎浦、横山村、西番村、三本木村、国見村、米岡村、上天下村、蒲生浦、白浜浦、清水谷浦、安養寺村、小松村、○太田新保村、安田村、安戸村、小丹生浦、小杉村、牧村、若須村、萩原村、青野村、大丹生浦、二ツ屋村（現・越前町）、○上太田村、大谷寺村、鮎川浦、吉江町 |
| 藩領         | 三河西尾藩                              | 25村          | 当田村、下野田村、小泉村、上川去村、上四目村、片屋村、漆原村、中山村、勾当原村、八田村、江波村、北山村（現・越前市）、天王村、御油村、真栗村、三ツ俣村、上野田村、在田村、下氏家村、米口村、栃川村、高森村、田中村、下四目村、内郡村 |
| 藩領         | 越前大野藩                              | 11村 2浦      | 蚊谷寺村、広野村、三崎村、○織田村、小樟浦、大樟浦、境野村、上戸村、茱原村、金谷村、中村、頭谷村、○佐々生村 |
| 藩領         | 美濃郡上藩                              | 11村          | 吉田村、蝉口村、寺村、上野村、野村、大倉村、田村、和田村、石生谷村、冬島村、二丁掛村 |
| 藩領         | 越前鯖江藩                              | 9村           | 持明寺村、下糸生村、上糸生村、真木村、下大虫村、○横根村、市村、乙坂村、上大虫村 |
| 幕府領・藩領 | 幕府領（本保代官所）・ 旗本領（小林氏） | 2村           | 下一光村、○別所村 |
| 幕府領・藩領 | 幕府領（本保代官所）・西尾藩            | 2村           | 宝泉寺村、○坪谷村 |
| 幕府領・藩領 | 幕府領（本保代官所）・福井藩            | 1村           | 島寺村 |
| 幕府領・藩領 | 幕府領（福井藩預地）・郡上藩            | 1村           | 余田村 |
| 幕府領・藩領 | 旗本領（桃井氏）・郡上藩                | 1村           | 朝日村 |

- 明治3年12月22日（1871年2月11日） - 幕府領・旗本領が本保県の管轄となる。
- 明治4年
  - 7月14日（1871年8月29日） - 廃藩置県により、藩領が福井県（第1次）、西尾県、大野県、郡上県、鯖江県の管轄となる。
  - 11月15日（1871年12月26日） - 第1次府県統合により、西尾県の管轄区域が額田県の管轄となる。
  - 11月20日（1871年12月31日） - 第1次府県統合により、全域が足羽県の管轄となる。
- 明治6年（1873年）1月14日 - 敦賀県の管轄となる。
- 明治初年 - 二ツ屋村（現・越前町）が改称して東二ツ屋村となる。
- 明治7年（1874年） - 牛屋村が吉江町に合併。（1町207村23浦）
- 明治8年（1875年）8月21日 - 第2次府県統合により石川県の管轄となる。
- 明治9年（1876年） - 上梅浦・下梅浦が合併して梅浦村となる。（1町208村21浦）
- 明治10年代 - 杉本村（現・越前市）が改称して上杉本村となる。
- 明治11年（1878年）12月17日 - 郡区町村編制法の石川県での施行により、行政区画としての丹生郡が発足。郡役所を吉江町に設置。
- 明治14年（1881年）
  - 2月7日 - 福井県（第2次）の管轄となる。
  - 2月21日 - 沢村の所属郡が南条郡に変更。（1町207村21浦）
- 明治15年（1882年）（1町207村21浦）
  - 5月3日 - 有定村が今立郡西鯖江村に合併。
  - 清水畑村の一部が分立して平尾村となる。
- 明治17年（1884年）（1町208村21浦）
  - 足羽郡三尾野出作村の所属郡が本郡に変更。
  - 北山村（現・福井市）が浜北山村に、堀村（現・福井市）が北堀村に改称。

### 町村制以降の沿革

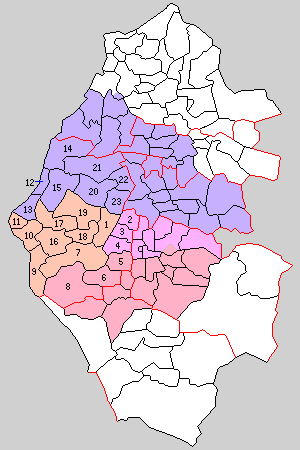
1.朝日村 2.立待村 3.吉川村 4.岡山村 5.吉野村 6.大虫村 7.宮崎村 8.白山村 9.城崎村 10.四箇浦村 11.上岬村 12.越廼村 13.下岬村 14.国見村 15.殿下村 16.織田村 17.萩野村 18.常磐村 19.糸生村 20.志津村 21.西安居村 22.三方村 23.天津村（紫：福井市 桃：鯖江市 赤：越前市 橙：越前町）

- 明治22年（1889年）4月1日 - 町村制の施行により、以下の町村が発足。（23村）
  - 朝日村 ← 気比庄村、馬場村、市村、田中村、乙坂村、栃川村、宝泉寺村、天王村、西田中村、内郡村、朝日村、上川去村、佐々生村、開発村、岩永村（現・越前町）
  - 立待村 ← 吉江町、入村、西番村、上石田村、下石田村、糺村、杉本村、米岡村、三尾野出作村（現・鯖江市）
  - 吉川村 ← 下川去村、西大井村、田村、持明寺村、冬島村、二丁掛村、吉田村、大倉村、小泉村、平井村、熊田村（現・鯖江市）
  - 岡山村 ← 和田村、石生谷村、下野田村、上野田村、漆原村、当田村、鳥井村、下司村、下氏家村、上氏家村（現・鯖江市）
  - 吉野村 ← 家久村、芝原村、本保村、余田村、氷坂村、片屋村（現・越前市）
  - 大虫村 ← 高森村、上四目村、下四目村、上大虫村、下大虫村、上太田村、新村、小松村、太田新保村、下太田村、北山村、丹生郷村、横根村、三ツ俣村（現・越前市）
  - 宮崎村 ← 蚊谷寺村、広野村、八田村、樫津村、舟場村、八田新保村、円満村、上野村、宇須尾村、野村、寺村、大谷村、蝉口村、江波村、小曽原村、熊谷村、古屋村（現・越前町）
  - 白山村 ← 二階堂村、千合谷村、安戸村、土山村、小谷村、菅村、小野村、勝蓮花村、丸岡村、仏谷村、米口村、堀村、菖蒲谷村、都辺村、上杉本村、安養寺村、曽原村、粟野村、小杉村、牧村、若須村、中野村、萩原村、黒川村、増谷村（現・越前市）
  - 城崎村 ← 米ノ浦、道口浦、厨浦、茂原浦、高佐浦、六呂師村、牛房平村（現・越前町）
  - 四ヶ浦村 ← 梅浦村、宿浦、新保浦、小樟浦、大樟浦（現・越前町）
  - 上岬村 ← 玉川浦、血ヶ平村、左右浦、梨子平村（現・越前町）
  - 越廼村 ← 蒲生浦、茱崎浦、大味浦（現・福井市）
  - 下岬村 ← 八ツ俣村、城有村、居倉浦、浜北山村、赤坂村（現・福井市）
  - 国見村 ← 鮎川浦、三本木村、国見村、清水谷浦、白浜浦、大丹生浦、小丹生浦（現・福井市）
  - 殿下村 ← 畠中村、国山村、向山村、謡谷村、武周村、二ツ屋村、尼ヶ谷村、別畑村、白滝村、別所村、宿堂村、水谷村、大矢村、風尾村（現・福井市）
  - 織田村 ← 織田村、平等村、下河原村、上山中村、下山中村、四ツ杉村、三崎村、中村、大王丸村（現・越前町）
  - 萩野村 ← 細野村、山田村、赤井谷村、桜谷村、岩倉村、笹川村、入尾村、笈松村、茗荷村（現・越前町）
  - 常磐村 ← 青野村、金谷村、茱原村、境野村、上戸村、頭谷村（現・越前町）
  - 糸生村 ← 下糸生村、横山村、牛越村、野末村、大畑村、小倉村、窪中野村、上糸生村、大谷寺村、東二ツ屋村、天谷村、真木村、小川村（現・越前町）
  - 志津村 ← 大森村、笹谷村、山内村、滝波村、本折村、清水畑村、平尾村、上天下村、下天下村（現・福井市）
  - 西安居村 ← 更毛村、羽坂村、細坂村、安田村、本堂村、北堀村、恐神村、末村、五太子村、上一光村、下一光村（現・福井市）
  - 三方村 ← 朝宮村、片粕村、竹生村、三留村、杉谷村、田尻栃谷村、清水尻村、猿和田村（現・福井市）
  - 天津村 ← 御油村、小羽村、風巻村、島寺村、清水山村、片山村、真栗村、坪谷村、甑谷村、在田村（現・福井市）
  - 中山村・勾当原村が南条郡坂口村の一部となる。
  - 南菅生浦が坂井郡鷹巣村の一部となる。
- 明治24年（1891年）
  - 4月1日 - 郡制を施行。郡役所が朝日村に移転。
  - 9月1日 - 岡山村が改称して豊村となる。
- 明治40年（1907年）8月1日 - 四ヶ浦村・上岬村が合併し、改めて四ヶ浦村が発足。（22村）
- 大正12年（1923年）4月1日 - 郡会が廃止。郡役所は存続。
- 大正15年（1926年）7月1日 - 郡役所が廃止。以降は地域区分名称となる。
- 昭和21年（1946年）
  - 8月1日 - 四ヶ浦村が町制施行して四ヶ浦町となる。（1町21村）
  - 10月1日 - 朝日村が町制施行して朝日町となる。（2町20村）
- 昭和25年（1950年）
  - 1月1日 - 吉野村が武生市（現・越前市）に編入。（2町19村）
  - 11月30日 - 大虫村が武生市に編入。（2町18村）
- 昭和26年（1951年）
  - 4月1日 - 織田村・萩野村および常磐村の一部（上戸）が合併し、改めて織田村が発足。常磐村の残部（境野・茱原・頭谷・青野・金谷）が朝日町に編入。（2町16村）
  - 11月1日 - 織田村が町制施行して織田町となる。（3町15村）
- 昭和27年（1952年）7月7日 - 越廼村・下岬村が合併し、改めて越廼村が発足。（3町14村）
- 昭和29年（1954年）8月1日 - 西安居村が福井市に編入。（3町13村）
- 昭和30年（1955年）
  - 1月15日 - 吉川村・立待村・豊村が今立郡鯖江町・神明町・中河村・片上村と合併して鯖江市が発足し、郡より離脱。（3町10村）
  - 3月1日 - 四ヶ浦町・城崎村が合併して越前町が発足。（3町9村）
  - 3月31日 - 朝日町・糸生村が合併し、改めて朝日町が発足。（3町8村）
  - 7月28日 - 天津村・志津村・三方村が合併して清水町が発足。（4町5村）
- 昭和34年（1959年）
  - 2月1日 - 国見村が福井市に編入。（4町4村）
  - 8月1日 - 白山村が武生市に編入。（4町3村）
- 昭和38年（1963年）4月1日 - 殿下村が福井市に編入。（4町2村）
- 平成17年（2005年）2月1日 - 越前町・朝日町・織田町・宮崎村が合併し、改めて越前町が発足。（2町1村）
- 平成18年（2006年）2月1日 - 清水町・越廼村が福井市に編入。（1町）

### 変遷表
| 明治以前             | 明治初年 - 明治3年               | 明治4年 - 明治22年                   | 明治22年 4月1日 町村制施行 | 明治22年 - 昭和20年      | 昭和21年 - 昭和30年           | 昭和21年 - 昭和30年         | 昭和31年 - 昭和64年         | 平成元年 - 現在             | 現在   |
| -------------------- | -------------------------------- | ------------------------------------ | -------------------------- | ------------------------ | ----------------------------- | --------------------------- | --------------------------- | --------------------------- | ------ |
| 上一光村             | 上一光村                         | 上一光村                             | 西安居村                   | 西安居村                 | 西安居村                      | 昭和29年8月1日 福井市に編入 | 福井市                      | 福井市                      | 福井市 |
| 下一光村             | 下一光村                         | 下一光村                             | 西安居村                   | 西安居村                 | 西安居村                      | 昭和29年8月1日 福井市に編入 | 福井市                      | 福井市                      | 福井市 |
| 恐神村               | 恐神村                           | 恐神村                               | 西安居村                   | 西安居村                 | 西安居村                      | 昭和29年8月1日 福井市に編入 | 福井市                      | 福井市                      | 福井市 |
| 堀村                 | 堀村                             | 明治17年 改称 北堀村                 | 西安居村                   | 西安居村                 | 西安居村                      | 昭和29年8月1日 福井市に編入 | 福井市                      | 福井市                      | 福井市 |
| 五太子村             | 五太子村                         | 五太子村                             | 西安居村                   | 西安居村                 | 西安居村                      | 昭和29年8月1日 福井市に編入 | 福井市                      | 福井市                      | 福井市 |
| 更毛村               | 更毛村                           | 更毛村                               | 西安居村                   | 西安居村                 | 西安居村                      | 昭和29年8月1日 福井市に編入 | 福井市                      | 福井市                      | 福井市 |
| 末村                 | 末村                             | 末村                                 | 西安居村                   | 西安居村                 | 西安居村                      | 昭和29年8月1日 福井市に編入 | 福井市                      | 福井市                      | 福井市 |
| 羽坂村               | 羽坂村                           | 羽坂村                               | 西安居村                   | 西安居村                 | 西安居村                      | 昭和29年8月1日 福井市に編入 | 福井市                      | 福井市                      | 福井市 |
| 細坂村               | 細坂村                           | 細坂村                               | 西安居村                   | 西安居村                 | 西安居村                      | 昭和29年8月1日 福井市に編入 | 福井市                      | 福井市                      | 福井市 |
| 本堂村               | 本堂村                           | 本堂村                               | 西安居村                   | 西安居村                 | 西安居村                      | 昭和29年8月1日 福井市に編入 | 福井市                      | 福井市                      | 福井市 |
| 安田村               | 安田村                           | 安田村                               | 西安居村                   | 西安居村                 | 西安居村                      | 昭和29年8月1日 福井市に編入 | 福井市                      | 福井市                      | 福井市 |
| 国見村               | 国見村                           | 国見村                               | 国見村                     | 国見村                   | 国見村                        | 国見村                      | 昭和34年2月1日 福井市に編入 | 福井市                      | 福井市 |
| 鮎川浦               | 鮎川浦                           | 鮎川浦                               | 国見村                     | 国見村                   | 国見村                        | 国見村                      | 昭和34年2月1日 福井市に編入 | 福井市                      | 福井市 |
| 清水谷浦             | 清水谷浦                         | 清水谷浦                             | 国見村                     | 国見村                   | 国見村                        | 国見村                      | 昭和34年2月1日 福井市に編入 | 福井市                      | 福井市 |
| 白浜浦               | 白浜浦                           | 白浜浦                               | 国見村                     | 国見村                   | 国見村                        | 国見村                      | 昭和34年2月1日 福井市に編入 | 福井市                      | 福井市 |
| 小丹生浦             | 小丹生浦                         | 小丹生浦                             | 国見村                     | 国見村                   | 国見村                        | 国見村                      | 昭和34年2月1日 福井市に編入 | 福井市                      | 福井市 |
| 大丹生浦             | 大丹生浦                         | 大丹生浦                             | 国見村                     | 国見村                   | 国見村                        | 国見村                      | 昭和34年2月1日 福井市に編入 | 福井市                      | 福井市 |
| 三本木村             | 三本木村                         | 三本木村                             | 国見村                     | 国見村                   | 国見村                        | 国見村                      | 昭和34年2月1日 福井市に編入 | 福井市                      | 福井市 |
| 尼ヶ谷村             | 尼ヶ谷村                         | 尼ヶ谷村                             | 殿下村                     | 殿下村                   | 殿下村                        | 殿下村                      | 昭和38年4月1日 福井市に編入 | 福井市                      | 福井市 |
| 謡谷村               | 謡谷村                           | 謡谷村                               | 殿下村                     | 殿下村                   | 殿下村                        | 殿下村                      | 昭和38年4月1日 福井市に編入 | 福井市                      | 福井市 |
| 大矢村               | 大矢村                           | 大矢村                               | 殿下村                     | 殿下村                   | 殿下村                        | 殿下村                      | 昭和38年4月1日 福井市に編入 | 福井市                      | 福井市 |
| 風尾村               | 風尾村                           | 風尾村                               | 殿下村                     | 殿下村                   | 殿下村                        | 殿下村                      | 昭和38年4月1日 福井市に編入 | 福井市                      | 福井市 |
| 国山村               | 国山村                           | 国山村                               | 殿下村                     | 殿下村                   | 殿下村                        | 殿下村                      | 昭和38年4月1日 福井市に編入 | 福井市                      | 福井市 |
| 宿堂村               | 宿堂村                           | 宿堂村                               | 殿下村                     | 殿下村                   | 殿下村                        | 殿下村                      | 昭和38年4月1日 福井市に編入 | 福井市                      | 福井市 |
| 白滝村               | 白滝村                           | 白滝村                               | 殿下村                     | 殿下村                   | 殿下村                        | 殿下村                      | 昭和38年4月1日 福井市に編入 | 福井市                      | 福井市 |
| 畠中村               | 畠中村                           | 畠中村                               | 殿下村                     | 殿下村                   | 殿下村                        | 殿下村                      | 昭和38年4月1日 福井市に編入 | 福井市                      | 福井市 |
| 武周村               | 武周村                           | 武周村                               | 殿下村                     | 殿下村                   | 殿下村                        | 殿下村                      | 昭和38年4月1日 福井市に編入 | 福井市                      | 福井市 |
| 二ツ屋村             | 二ツ屋村                         | 二ツ屋村                             | 殿下村                     | 殿下村                   | 殿下村                        | 殿下村                      | 昭和38年4月1日 福井市に編入 | 福井市                      | 福井市 |
| 別所村               | 別所村                           | 別所村                               | 殿下村                     | 殿下村                   | 殿下村                        | 殿下村                      | 昭和38年4月1日 福井市に編入 | 福井市                      | 福井市 |
| 別畑村               | 別畑村                           | 別畑村                               | 殿下村                     | 殿下村                   | 殿下村                        | 殿下村                      | 昭和38年4月1日 福井市に編入 | 福井市                      | 福井市 |
| 水谷村               | 水谷村                           | 水谷村                               | 殿下村                     | 殿下村                   | 殿下村                        | 殿下村                      | 昭和38年4月1日 福井市に編入 | 福井市                      | 福井市 |
| 向山村               | 向山村                           | 向山村                               | 殿下村                     | 殿下村                   | 殿下村                        | 殿下村                      | 昭和38年4月1日 福井市に編入 | 福井市                      | 福井市 |
| 在田村               | 在田村                           | 在田村                               | 天津村                     | 天津村                   | 天津村                        | 昭和30年7月28日 清水町      | 清水町                      | 平成18年2月1日 福井市に編入 | 福井市 |
| 小羽村               | 小羽村                           | 小羽村                               | 天津村                     | 天津村                   | 天津村                        | 昭和30年7月28日 清水町      | 清水町                      | 平成18年2月1日 福井市に編入 | 福井市 |
| 風巻村               | 風巻村                           | 風巻村                               | 天津村                     | 天津村                   | 天津村                        | 昭和30年7月28日 清水町      | 清水町                      | 平成18年2月1日 福井市に編入 | 福井市 |
| 片山村               | 片山村                           | 片山村                               | 天津村                     | 天津村                   | 天津村                        | 昭和30年7月28日 清水町      | 清水町                      | 平成18年2月1日 福井市に編入 | 福井市 |
| 甑谷村               | 甑谷村                           | 甑谷村                               | 天津村                     | 天津村                   | 天津村                        | 昭和30年7月28日 清水町      | 清水町                      | 平成18年2月1日 福井市に編入 | 福井市 |
| 御油村               | 御油村                           | 御油村                               | 天津村                     | 天津村                   | 天津村                        | 昭和30年7月28日 清水町      | 清水町                      | 平成18年2月1日 福井市に編入 | 福井市 |
| 島寺村               | 島寺村                           | 島寺村                               | 天津村                     | 天津村                   | 天津村                        | 昭和30年7月28日 清水町      | 清水町                      | 平成18年2月1日 福井市に編入 | 福井市 |
| 清水山村             | 清水山村                         | 清水山村                             | 天津村                     | 天津村                   | 天津村                        | 昭和30年7月28日 清水町      | 清水町                      | 平成18年2月1日 福井市に編入 | 福井市 |
| 坪谷村               | 坪谷村                           | 坪谷村                               | 天津村                     | 天津村                   | 天津村                        | 昭和30年7月28日 清水町      | 清水町                      | 平成18年2月1日 福井市に編入 | 福井市 |
| 真栗村               | 真栗村                           | 真栗村                               | 天津村                     | 天津村                   | 天津村                        | 昭和30年7月28日 清水町      | 清水町                      | 平成18年2月1日 福井市に編入 | 福井市 |
| 大森村               | 大森村                           | 大森村                               | 志津村                     | 志津村                   | 志津村                        | 昭和30年7月28日 清水町      | 清水町                      | 平成18年2月1日 福井市に編入 | 福井市 |
| 笹谷村               | 笹谷村                           | 笹谷村                               | 志津村                     | 志津村                   | 志津村                        | 昭和30年7月28日 清水町      | 清水町                      | 平成18年2月1日 福井市に編入 | 福井市 |
| 清水畑村             | 清水畑村                         | 清水畑村                             | 志津村                     | 志津村                   | 志津村                        | 昭和30年7月28日 清水町      | 清水町                      | 平成18年2月1日 福井市に編入 | 福井市 |
| 清水畑村             | 清水畑村                         | 明治15年 分立 平尾村                 | 志津村                     | 志津村                   | 志津村                        | 昭和30年7月28日 清水町      | 清水町                      | 平成18年2月1日 福井市に編入 | 福井市 |
| 滝波村               | 滝波村                           | 滝波村                               | 志津村                     | 志津村                   | 志津村                        | 昭和30年7月28日 清水町      | 清水町                      | 平成18年2月1日 福井市に編入 | 福井市 |
| 上天下村             | 上天下村                         | 上天下村                             | 志津村                     | 志津村                   | 志津村                        | 昭和30年7月28日 清水町      | 清水町                      | 平成18年2月1日 福井市に編入 | 福井市 |
| 下天下村             | 下天下村                         | 下天下村                             | 志津村                     | 志津村                   | 志津村                        | 昭和30年7月28日 清水町      | 清水町                      | 平成18年2月1日 福井市に編入 | 福井市 |
| 本折村               | 本折村                           | 本折村                               | 志津村                     | 志津村                   | 志津村                        | 昭和30年7月28日 清水町      | 清水町                      | 平成18年2月1日 福井市に編入 | 福井市 |
| 山内村               | 山内村                           | 山内村                               | 志津村                     | 志津村                   | 志津村                        | 昭和30年7月28日 清水町      | 清水町                      | 平成18年2月1日 福井市に編入 | 福井市 |
| 朝宮村               | 朝宮村                           | 朝宮村                               | 三方村                     | 三方村                   | 三方村                        | 昭和30年7月28日 清水町      | 清水町                      | 平成18年2月1日 福井市に編入 | 福井市 |
| 片粕村               | 片粕村                           | 片粕村                               | 三方村                     | 三方村                   | 三方村                        | 昭和30年7月28日 清水町      | 清水町                      | 平成18年2月1日 福井市に編入 | 福井市 |
| 猿和田村             | 猿和田村                         | 猿和田村                             | 三方村                     | 三方村                   | 三方村                        | 昭和30年7月28日 清水町      | 清水町                      | 平成18年2月1日 福井市に編入 | 福井市 |
| 清水尻村             | 清水尻村                         | 清水尻村                             | 三方村                     | 三方村                   | 三方村                        | 昭和30年7月28日 清水町      | 清水町                      | 平成18年2月1日 福井市に編入 | 福井市 |
| 杉谷村               | 杉谷村                           | 杉谷村                               | 三方村                     | 三方村                   | 三方村                        | 昭和30年7月28日 清水町      | 清水町                      | 平成18年2月1日 福井市に編入 | 福井市 |
| 竹生村               | 竹生村                           | 竹生村                               | 三方村                     | 三方村                   | 三方村                        | 昭和30年7月28日 清水町      | 清水町                      | 平成18年2月1日 福井市に編入 | 福井市 |
| 田尻栃谷村           | 田尻栃谷村                       | 田尻栃谷村                           | 三方村                     | 三方村                   | 三方村                        | 昭和30年7月28日 清水町      | 清水町                      | 平成18年2月1日 福井市に編入 | 福井市 |
| 三留村               | 三留村                           | 三留村                               | 三方村                     | 三方村                   | 三方村                        | 昭和30年7月28日 清水町      | 清水町                      | 平成18年2月1日 福井市に編入 | 福井市 |
| 大味浦               | 大味浦                           | 大味浦                               | 越廼村                     | 越廼村                   | 越廼村                        | 昭和27年7月7日 越廼村       | 越廼村                      | 平成18年2月1日 福井市に編入 | 福井市 |
| 蒲生浦               | 蒲生浦                           | 蒲生浦                               | 越廼村                     | 越廼村                   | 越廼村                        | 昭和27年7月7日 越廼村       | 越廼村                      | 平成18年2月1日 福井市に編入 | 福井市 |
| 茱崎浦               | 茱崎浦                           | 茱崎浦                               | 越廼村                     | 越廼村                   | 越廼村                        | 昭和27年7月7日 越廼村       | 越廼村                      | 平成18年2月1日 福井市に編入 | 福井市 |
| 赤坂村               | 赤坂村                           | 赤坂村                               | 下岬村                     | 下岬村                   | 下岬村                        | 昭和27年7月7日 越廼村       | 越廼村                      | 平成18年2月1日 福井市に編入 | 福井市 |
| 城有村               | 城有村                           | 城有村                               | 下岬村                     | 下岬村                   | 下岬村                        | 昭和27年7月7日 越廼村       | 越廼村                      | 平成18年2月1日 福井市に編入 | 福井市 |
| 北山村               | 北山村                           | 明治17年 改称 浜北山村               | 下岬村                     | 下岬村                   | 下岬村                        | 昭和27年7月7日 越廼村       | 越廼村                      | 平成18年2月1日 福井市に編入 | 福井市 |
| 八ツ俣村             | 八ツ俣村                         | 八ツ俣村                             | 下岬村                     | 下岬村                   | 下岬村                        | 昭和27年7月7日 越廼村       | 越廼村                      | 平成18年2月1日 福井市に編入 | 福井市 |
| 居倉浦               | 居倉浦                           | 居倉浦                               | 下岬村                     | 下岬村                   | 下岬村                        | 昭和27年7月7日 越廼村       | 越廼村                      | 平成18年2月1日 福井市に編入 | 福井市 |
| 東梅浦               | 東梅浦                           | 明治9年 梅浦村                       | 四ヶ浦村                   | 明治40年8月1日 四ヶ浦村  | 昭和21年8月1日 町制 四ヶ浦町  | 昭和30年3月1日 越前町       | 越前町                      | 平成17年2月1日 越前町       | 越前町 |
| 西梅浦               | 西梅浦                           | 明治9年 梅浦村                       | 四ヶ浦村                   | 明治40年8月1日 四ヶ浦村  | 昭和21年8月1日 町制 四ヶ浦町  | 昭和30年3月1日 越前町       | 越前町                      | 平成17年2月1日 越前町       | 越前町 |
| 大樟浦               | 大樟浦                           | 大樟浦                               | 四ヶ浦村                   | 明治40年8月1日 四ヶ浦村  | 昭和21年8月1日 町制 四ヶ浦町  | 昭和30年3月1日 越前町       | 越前町                      | 平成17年2月1日 越前町       | 越前町 |
| 小樟浦               | 小樟浦                           | 小樟浦                               | 四ヶ浦村                   | 明治40年8月1日 四ヶ浦村  | 昭和21年8月1日 町制 四ヶ浦町  | 昭和30年3月1日 越前町       | 越前町                      | 平成17年2月1日 越前町       | 越前町 |
| 宿浦                 | 宿浦                             | 宿浦                                 | 四ヶ浦村                   | 明治40年8月1日 四ヶ浦村  | 昭和21年8月1日 町制 四ヶ浦町  | 昭和30年3月1日 越前町       | 越前町                      | 平成17年2月1日 越前町       | 越前町 |
| 新保浦               | 新保浦                           | 新保浦                               | 四ヶ浦村                   | 明治40年8月1日 四ヶ浦村  | 昭和21年8月1日 町制 四ヶ浦町  | 昭和30年3月1日 越前町       | 越前町                      | 平成17年2月1日 越前町       | 越前町 |
| 血ヶ平村             | 血ヶ平村                         | 血ヶ平村                             | 上岬村                     | 明治40年8月1日 四ヶ浦村  | 昭和21年8月1日 町制 四ヶ浦町  | 昭和30年3月1日 越前町       | 越前町                      | 平成17年2月1日 越前町       | 越前町 |
| 梨子平村             | 梨子平村                         | 梨子平村                             | 上岬村                     | 明治40年8月1日 四ヶ浦村  | 昭和21年8月1日 町制 四ヶ浦町  | 昭和30年3月1日 越前町       | 越前町                      | 平成17年2月1日 越前町       | 越前町 |
| 左右浦               | 左右浦                           | 左右浦                               | 上岬村                     | 明治40年8月1日 四ヶ浦村  | 昭和21年8月1日 町制 四ヶ浦町  | 昭和30年3月1日 越前町       | 越前町                      | 平成17年2月1日 越前町       | 越前町 |
| 玉川浦               | 玉川浦                           | 玉川浦                               | 上岬村                     | 明治40年8月1日 四ヶ浦村  | 昭和21年8月1日 町制 四ヶ浦町  | 昭和30年3月1日 越前町       | 越前町                      | 平成17年2月1日 越前町       | 越前町 |
| 牛房平村             | 牛房平村                         | 牛房平村                             | 城崎村                     | 城崎村                   | 城崎村                        | 昭和30年3月1日 越前町       | 越前町                      | 平成17年2月1日 越前町       | 越前町 |
| 六呂師村             | 六呂師村                         | 六呂師村                             | 城崎村                     | 城崎村                   | 城崎村                        | 昭和30年3月1日 越前町       | 越前町                      | 平成17年2月1日 越前町       | 越前町 |
| 厨浦                 | 厨浦                             | 厨浦                                 | 城崎村                     | 城崎村                   | 城崎村                        | 昭和30年3月1日 越前町       | 越前町                      | 平成17年2月1日 越前町       | 越前町 |
| 米ノ浦               | 米ノ浦                           | 米ノ浦                               | 城崎村                     | 城崎村                   | 城崎村                        | 昭和30年3月1日 越前町       | 越前町                      | 平成17年2月1日 越前町       | 越前町 |
| 高佐浦               | 高佐浦                           | 高佐浦                               | 城崎村                     | 城崎村                   | 城崎村                        | 昭和30年3月1日 越前町       | 越前町                      | 平成17年2月1日 越前町       | 越前町 |
| 道口浦               | 道口浦                           | 道口浦                               | 城崎村                     | 城崎村                   | 城崎村                        | 昭和30年3月1日 越前町       | 越前町                      | 平成17年2月1日 越前町       | 越前町 |
| 茂原浦               | 茂原浦                           | 茂原浦                               | 城崎村                     | 城崎村                   | 城崎村                        | 昭和30年3月1日 越前町       | 越前町                      | 平成17年2月1日 越前町       | 越前町 |
| 上糸生村             | 上糸生村                         | 上糸生村                             | 糸生村                     | 糸生村                   | 糸生村                        | 昭和30年3月31日 朝日町      | 朝日町                      | 平成17年2月1日 越前町       | 越前町 |
| 下糸生村             | 下糸生村                         | 下糸生村                             | 糸生村                     | 糸生村                   | 糸生村                        | 昭和30年3月31日 朝日町      | 朝日町                      | 平成17年2月1日 越前町       | 越前町 |
| 天谷村               | 天谷村                           | 天谷村                               | 糸生村                     | 糸生村                   | 糸生村                        | 昭和30年3月31日 朝日町      | 朝日町                      | 平成17年2月1日 越前町       | 越前町 |
| 牛越村               | 牛越村                           | 牛越村                               | 糸生村                     | 糸生村                   | 糸生村                        | 昭和30年3月31日 朝日町      | 朝日町                      | 平成17年2月1日 越前町       | 越前町 |
| 大谷寺村             | 大谷寺村                         | 大谷寺村                             | 糸生村                     | 糸生村                   | 糸生村                        | 昭和30年3月31日 朝日町      | 朝日町                      | 平成17年2月1日 越前町       | 越前町 |
| 大畑村               | 大畑村                           | 大畑村                               | 糸生村                     | 糸生村                   | 糸生村                        | 昭和30年3月31日 朝日町      | 朝日町                      | 平成17年2月1日 越前町       | 越前町 |
| 小川村               | 小川村                           | 小川村                               | 糸生村                     | 糸生村                   | 糸生村                        | 昭和30年3月31日 朝日町      | 朝日町                      | 平成17年2月1日 越前町       | 越前町 |
| 小倉村               | 小倉村                           | 小倉村                               | 糸生村                     | 糸生村                   | 糸生村                        | 昭和30年3月31日 朝日町      | 朝日町                      | 平成17年2月1日 越前町       | 越前町 |
| 窪中野村             | 窪中野村                         | 窪中野村                             | 糸生村                     | 糸生村                   | 糸生村                        | 昭和30年3月31日 朝日町      | 朝日町                      | 平成17年2月1日 越前町       | 越前町 |
| 二ツ屋村             | 明治初年 改称 東二ツ屋村         | 東二ツ屋村                           | 糸生村                     | 糸生村                   | 糸生村                        | 昭和30年3月31日 朝日町      | 朝日町                      | 平成17年2月1日 越前町       | 越前町 |
| 真木村               | 真木村                           | 真木村                               | 糸生村                     | 糸生村                   | 糸生村                        | 昭和30年3月31日 朝日町      | 朝日町                      | 平成17年2月1日 越前町       | 越前町 |
| 野末村               | 野末村                           | 野末村                               | 糸生村                     | 糸生村                   | 糸生村                        | 昭和30年3月31日 朝日町      | 朝日町                      | 平成17年2月1日 越前町       | 越前町 |
| 横山村               | 横山村                           | 横山村                               | 糸生村                     | 糸生村                   | 糸生村                        | 昭和30年3月31日 朝日町      | 朝日町                      | 平成17年2月1日 越前町       | 越前町 |
| 朝日村               | 朝日村                           | 朝日村                               | 朝日村                     | 朝日村                   | 昭和21年10月1日 町制 朝日町   | 昭和30年3月31日 朝日町      | 朝日町                      | 平成17年2月1日 越前町       | 越前町 |
| 市村                 | 市村                             | 市村                                 | 朝日村                     | 朝日村                   | 昭和21年10月1日 町制 朝日町   | 昭和30年3月31日 朝日町      | 朝日町                      | 平成17年2月1日 越前町       | 越前町 |
| 岩永村               | 岩永村                           | 岩永村                               | 朝日村                     | 朝日村                   | 昭和21年10月1日 町制 朝日町   | 昭和30年3月31日 朝日町      | 朝日町                      | 平成17年2月1日 越前町       | 越前町 |
| 内郡村               | 内郡村                           | 内郡村                               | 朝日村                     | 朝日村                   | 昭和21年10月1日 町制 朝日町   | 昭和30年3月31日 朝日町      | 朝日町                      | 平成17年2月1日 越前町       | 越前町 |
| 乙坂村               | 乙坂村                           | 乙坂村                               | 朝日村                     | 朝日村                   | 昭和21年10月1日 町制 朝日町   | 昭和30年3月31日 朝日町      | 朝日町                      | 平成17年2月1日 越前町       | 越前町 |
| 開発村               | 開発村                           | 開発村                               | 朝日村                     | 朝日村                   | 昭和21年10月1日 町制 朝日町   | 昭和30年3月31日 朝日町      | 朝日町                      | 平成17年2月1日 越前町       | 越前町 |
| 上川去村             | 上川去村                         | 上川去村                             | 朝日村                     | 朝日村                   | 昭和21年10月1日 町制 朝日町   | 昭和30年3月31日 朝日町      | 朝日町                      | 平成17年2月1日 越前町       | 越前町 |
| 気比庄村             | 気比庄村                         | 気比庄村                             | 朝日村                     | 朝日村                   | 昭和21年10月1日 町制 朝日町   | 昭和30年3月31日 朝日町      | 朝日町                      | 平成17年2月1日 越前町       | 越前町 |
| 佐々生村             | 佐々生村                         | 佐々生村                             | 朝日村                     | 朝日村                   | 昭和21年10月1日 町制 朝日町   | 昭和30年3月31日 朝日町      | 朝日町                      | 平成17年2月1日 越前町       | 越前町 |
| 田中村               | 田中村                           | 田中村                               | 朝日村                     | 朝日村                   | 昭和21年10月1日 町制 朝日町   | 昭和30年3月31日 朝日町      | 朝日町                      | 平成17年2月1日 越前町       | 越前町 |
| 西田中村             | 西田中村                         | 西田中村                             | 朝日村                     | 朝日村                   | 昭和21年10月1日 町制 朝日町   | 昭和30年3月31日 朝日町      | 朝日町                      | 平成17年2月1日 越前町       | 越前町 |
| 天王村               | 天王村                           | 天王村                               | 朝日村                     | 朝日村                   | 昭和21年10月1日 町制 朝日町   | 昭和30年3月31日 朝日町      | 朝日町                      | 平成17年2月1日 越前町       | 越前町 |
| 栃川村               | 栃川村                           | 栃川村                               | 朝日村                     | 朝日村                   | 昭和21年10月1日 町制 朝日町   | 昭和30年3月31日 朝日町      | 朝日町                      | 平成17年2月1日 越前町       | 越前町 |
| 馬場村               | 馬場村                           | 馬場村                               | 朝日村                     | 朝日村                   | 昭和21年10月1日 町制 朝日町   | 昭和30年3月31日 朝日町      | 朝日町                      | 平成17年2月1日 越前町       | 越前町 |
| 宝泉寺村             | 宝泉寺村                         | 宝泉寺村                             | 朝日村                     | 朝日村                   | 昭和21年10月1日 町制 朝日町   | 昭和30年3月31日 朝日町      | 朝日町                      | 平成17年2月1日 越前町       | 越前町 |
| 青野村               | 青野村                           | 青野村                               | 常磐村                     | 常磐村                   | 昭和26年4月1日 朝日町に編入   | 昭和30年3月31日 朝日町      | 朝日町                      | 平成17年2月1日 越前町       | 越前町 |
| 頭谷村               | 頭谷村                           | 頭谷村                               | 常磐村                     | 常磐村                   | 昭和26年4月1日 朝日町に編入   | 昭和30年3月31日 朝日町      | 朝日町                      | 平成17年2月1日 越前町       | 越前町 |
| 金谷村               | 金谷村                           | 金谷村                               | 常磐村                     | 常磐村                   | 昭和26年4月1日 朝日町に編入   | 昭和30年3月31日 朝日町      | 朝日町                      | 平成17年2月1日 越前町       | 越前町 |
| 茱原村               | 茱原村                           | 茱原村                               | 常磐村                     | 常磐村                   | 昭和26年4月1日 朝日町に編入   | 昭和30年3月31日 朝日町      | 朝日町                      | 平成17年2月1日 越前町       | 越前町 |
| 境野村               | 境野村                           | 境野村                               | 常磐村                     | 常磐村                   | 昭和26年4月1日 朝日町に編入   | 昭和30年3月31日 朝日町      | 朝日町                      | 平成17年2月1日 越前町       | 越前町 |
| 上戸村               | 上戸村                           | 上戸村                               | 常磐村                     | 常磐村                   | 昭和26年4月1日 織田村         | 昭和26年11月1日 町制 織田町 | 織田町                      | 平成17年2月1日 越前町       | 越前町 |
| 織田村               | 織田村                           | 織田村                               | 織田村                     | 織田村                   | 昭和26年4月1日 織田村         | 昭和26年11月1日 町制 織田町 | 織田町                      | 平成17年2月1日 越前町       | 越前町 |
| 下河原村             | 下河原村                         | 下河原村                             | 織田村                     | 織田村                   | 昭和26年4月1日 織田村         | 昭和26年11月1日 町制 織田町 | 織田町                      | 平成17年2月1日 越前町       | 越前町 |
| 大王丸村             | 大王丸村                         | 大王丸村                             | 織田村                     | 織田村                   | 昭和26年4月1日 織田村         | 昭和26年11月1日 町制 織田町 | 織田町                      | 平成17年2月1日 越前町       | 越前町 |
| 平等村               | 平等村                           | 平等村                               | 織田村                     | 織田村                   | 昭和26年4月1日 織田村         | 昭和26年11月1日 町制 織田町 | 織田町                      | 平成17年2月1日 越前町       | 越前町 |
| 中村                 | 中村                             | 中村                                 | 織田村                     | 織田村                   | 昭和26年4月1日 織田村         | 昭和26年11月1日 町制 織田町 | 織田町                      | 平成17年2月1日 越前町       | 越前町 |
| 三崎村               | 三崎村                           | 三崎村                               | 織田村                     | 織田村                   | 昭和26年4月1日 織田村         | 昭和26年11月1日 町制 織田町 | 織田町                      | 平成17年2月1日 越前町       | 越前町 |
| 上山中村             | 上山中村                         | 上山中村                             | 織田村                     | 織田村                   | 昭和26年4月1日 織田村         | 昭和26年11月1日 町制 織田町 | 織田町                      | 平成17年2月1日 越前町       | 越前町 |
| 下山中村             | 下山中村                         | 下山中村                             | 織田村                     | 織田村                   | 昭和26年4月1日 織田村         | 昭和26年11月1日 町制 織田町 | 織田町                      | 平成17年2月1日 越前町       | 越前町 |
| 四ツ杉村             | 四ツ杉村                         | 四ツ杉村                             | 織田村                     | 織田村                   | 昭和26年4月1日 織田村         | 昭和26年11月1日 町制 織田町 | 織田町                      | 平成17年2月1日 越前町       | 越前町 |
| 赤井谷村             | 赤井谷村                         | 赤井谷村                             | 萩野村                     | 萩野村                   | 昭和26年4月1日 織田村         | 昭和26年11月1日 町制 織田町 | 織田町                      | 平成17年2月1日 越前町       | 越前町 |
| 入尾村               | 入尾村                           | 入尾村                               | 萩野村                     | 萩野村                   | 昭和26年4月1日 織田村         | 昭和26年11月1日 町制 織田町 | 織田町                      | 平成17年2月1日 越前町       | 越前町 |
| 岩倉村               | 岩倉村                           | 岩倉村                               | 萩野村                     | 萩野村                   | 昭和26年4月1日 織田村         | 昭和26年11月1日 町制 織田町 | 織田町                      | 平成17年2月1日 越前町       | 越前町 |
| 笈松村               | 笈松村                           | 笈松村                               | 萩野村                     | 萩野村                   | 昭和26年4月1日 織田村         | 昭和26年11月1日 町制 織田町 | 織田町                      | 平成17年2月1日 越前町       | 越前町 |
| 桜谷村               | 桜谷村                           | 桜谷村                               | 萩野村                     | 萩野村                   | 昭和26年4月1日 織田村         | 昭和26年11月1日 町制 織田町 | 織田町                      | 平成17年2月1日 越前町       | 越前町 |
| 笹川村               | 笹川村                           | 笹川村                               | 萩野村                     | 萩野村                   | 昭和26年4月1日 織田村         | 昭和26年11月1日 町制 織田町 | 織田町                      | 平成17年2月1日 越前町       | 越前町 |
| 細野村               | 細野村                           | 細野村                               | 萩野村                     | 萩野村                   | 昭和26年4月1日 織田村         | 昭和26年11月1日 町制 織田町 | 織田町                      | 平成17年2月1日 越前町       | 越前町 |
| 茗荷村               | 茗荷村                           | 茗荷村                               | 萩野村                     | 萩野村                   | 昭和26年4月1日 織田村         | 昭和26年11月1日 町制 織田町 | 織田町                      | 平成17年2月1日 越前町       | 越前町 |
| 山田村               | 山田村                           | 山田村                               | 萩野村                     | 萩野村                   | 昭和26年4月1日 織田村         | 昭和26年11月1日 町制 織田町 | 織田町                      | 平成17年2月1日 越前町       | 越前町 |
| 宇須尾村             | 宇須尾村                         | 宇須尾村                             | 宮崎村                     | 宮崎村                   | 宮崎村                        | 宮崎村                      | 宮崎村                      | 平成17年2月1日 越前町       | 越前町 |
| 上野村               | 上野村                           | 上野村                               | 宮崎村                     | 宮崎村                   | 宮崎村                        | 宮崎村                      | 宮崎村                      | 平成17年2月1日 越前町       | 越前町 |
| 江波村               | 江波村                           | 江波村                               | 宮崎村                     | 宮崎村                   | 宮崎村                        | 宮崎村                      | 宮崎村                      | 平成17年2月1日 越前町       | 越前町 |
| 円満村               | 円満村                           | 円満村                               | 宮崎村                     | 宮崎村                   | 宮崎村                        | 宮崎村                      | 宮崎村                      | 平成17年2月1日 越前町       | 越前町 |
| 大谷村               | 大谷村                           | 大谷村                               | 宮崎村                     | 宮崎村                   | 宮崎村                        | 宮崎村                      | 宮崎村                      | 平成17年2月1日 越前町       | 越前町 |
| 小曽原村             | 小曽原村                         | 小曽原村                             | 宮崎村                     | 宮崎村                   | 宮崎村                        | 宮崎村                      | 宮崎村                      | 平成17年2月1日 越前町       | 越前町 |
| 樫津村               | 樫津村                           | 樫津村                               | 宮崎村                     | 宮崎村                   | 宮崎村                        | 宮崎村                      | 宮崎村                      | 平成17年2月1日 越前町       | 越前町 |
| 蚊谷寺村             | 蚊谷寺村                         | 蚊谷寺村                             | 宮崎村                     | 宮崎村                   | 宮崎村                        | 宮崎村                      | 宮崎村                      | 平成17年2月1日 越前町       | 越前町 |
| 熊谷村               | 熊谷村                           | 熊谷村                               | 宮崎村                     | 宮崎村                   | 宮崎村                        | 宮崎村                      | 宮崎村                      | 平成17年2月1日 越前町       | 越前町 |
| 蝉口村               | 蝉口村                           | 蝉口村                               | 宮崎村                     | 宮崎村                   | 宮崎村                        | 宮崎村                      | 宮崎村                      | 平成17年2月1日 越前町       | 越前町 |
| 寺村                 | 寺村                             | 寺村                                 | 宮崎村                     | 宮崎村                   | 宮崎村                        | 宮崎村                      | 宮崎村                      | 平成17年2月1日 越前町       | 越前町 |
| 野村                 | 野村                             | 野村                                 | 宮崎村                     | 宮崎村                   | 宮崎村                        | 宮崎村                      | 宮崎村                      | 平成17年2月1日 越前町       | 越前町 |
| 八田村               | 八田村                           | 八田村                               | 宮崎村                     | 宮崎村                   | 宮崎村                        | 宮崎村                      | 宮崎村                      | 平成17年2月1日 越前町       | 越前町 |
| 八田新保村           | 八田新保村                       | 八田新保村                           | 宮崎村                     | 宮崎村                   | 宮崎村                        | 宮崎村                      | 宮崎村                      | 平成17年2月1日 越前町       | 越前町 |
| 広野村               | 広野村                           | 広野村                               | 宮崎村                     | 宮崎村                   | 宮崎村                        | 宮崎村                      | 宮崎村                      | 平成17年2月1日 越前町       | 越前町 |
| 舟場村               | 舟場村                           | 舟場村                               | 宮崎村                     | 宮崎村                   | 宮崎村                        | 宮崎村                      | 宮崎村                      | 平成17年2月1日 越前町       | 越前町 |
| 古屋村               | 古屋村                           | 古屋村                               | 宮崎村                     | 宮崎村                   | 宮崎村                        | 宮崎村                      | 宮崎村                      | 平成17年2月1日 越前町       | 越前町 |
| 本保村               | 本保村                           | 本保村                               | 吉野村                     | 吉野村                   | 昭和25年1月1日 武生市に編入   | 武生市                      | 武生市                      | 平成17年10月1日 越前市      | 越前市 |
| 家久村               | 家久村                           | 家久村                               | 吉野村                     | 吉野村                   | 昭和25年1月1日 武生市に編入   | 武生市                      | 武生市                      | 平成17年10月1日 越前市      | 越前市 |
| 片屋村               | 片屋村                           | 片屋村                               | 吉野村                     | 吉野村                   | 昭和25年1月1日 武生市に編入   | 武生市                      | 武生市                      | 平成17年10月1日 越前市      | 越前市 |
| 芝原村               | 芝原村                           | 芝原村                               | 吉野村                     | 吉野村                   | 昭和25年1月1日 武生市に編入   | 武生市                      | 武生市                      | 平成17年10月1日 越前市      | 越前市 |
| 余田村               | 余田村                           | 余田村                               | 吉野村                     | 吉野村                   | 昭和25年1月1日 武生市に編入   | 武生市                      | 武生市                      | 平成17年10月1日 越前市      | 越前市 |
| 氷坂村               | 氷坂村                           | 氷坂村                               | 吉野村                     | 吉野村                   | 昭和25年1月1日 武生市に編入   | 武生市                      | 武生市                      | 平成17年10月1日 越前市      | 越前市 |
| 上大虫村             | 上大虫村                         | 上大虫村                             | 大虫村                     | 大虫村                   | 昭和25年11月30日 武生市に編入 | 武生市                      | 武生市                      | 平成17年10月1日 越前市      | 越前市 |
| 下大虫村             | 下大虫村                         | 下大虫村                             | 大虫村                     | 大虫村                   | 昭和25年11月30日 武生市に編入 | 武生市                      | 武生市                      | 平成17年10月1日 越前市      | 越前市 |
| 上太田村             | 上太田村                         | 上太田村                             | 大虫村                     | 大虫村                   | 昭和25年11月30日 武生市に編入 | 武生市                      | 武生市                      | 平成17年10月1日 越前市      | 越前市 |
| 下太田村             | 下太田村                         | 下太田村                             | 大虫村                     | 大虫村                   | 昭和25年11月30日 武生市に編入 | 武生市                      | 武生市                      | 平成17年10月1日 越前市      | 越前市 |
| 北山村               | 北山村                           | 北山村                               | 大虫村                     | 大虫村                   | 昭和25年11月30日 武生市に編入 | 武生市                      | 武生市                      | 平成17年10月1日 越前市      | 越前市 |
| 上四目村             | 上四目村                         | 上四目村                             | 大虫村                     | 大虫村                   | 昭和25年11月30日 武生市に編入 | 武生市                      | 武生市                      | 平成17年10月1日 越前市      | 越前市 |
| 下四目村             | 下四目村                         | 下四目村                             | 大虫村                     | 大虫村                   | 昭和25年11月30日 武生市に編入 | 武生市                      | 武生市                      | 平成17年10月1日 越前市      | 越前市 |
| 新村                 | 新村                             | 新村                                 | 大虫村                     | 大虫村                   | 昭和25年11月30日 武生市に編入 | 武生市                      | 武生市                      | 平成17年10月1日 越前市      | 越前市 |
| 小松村               | 小松村                           | 小松村                               | 大虫村                     | 大虫村                   | 昭和25年11月30日 武生市に編入 | 武生市                      | 武生市                      | 平成17年10月1日 越前市      | 越前市 |
| 太田新保村           | 太田新保村                       | 太田新保村                           | 大虫村                     | 大虫村                   | 昭和25年11月30日 武生市に編入 | 武生市                      | 武生市                      | 平成17年10月1日 越前市      | 越前市 |
| 高森村               | 高森村                           | 高森村                               | 大虫村                     | 大虫村                   | 昭和25年11月30日 武生市に編入 | 武生市                      | 武生市                      | 平成17年10月1日 越前市      | 越前市 |
| 丹生郷村             | 丹生郷村                         | 丹生郷村                             | 大虫村                     | 大虫村                   | 昭和25年11月30日 武生市に編入 | 武生市                      | 武生市                      | 平成17年10月1日 越前市      | 越前市 |
| 三ツ俣村             | 三ツ俣村                         | 三ツ俣村                             | 大虫村                     | 大虫村                   | 昭和25年11月30日 武生市に編入 | 武生市                      | 武生市                      | 平成17年10月1日 越前市      | 越前市 |
| 横根村               | 横根村                           | 横根村                               | 大虫村                     | 大虫村                   | 昭和25年11月30日 武生市に編入 | 武生市                      | 武生市                      | 平成17年10月1日 越前市      | 越前市 |
| 安養寺村             | 安養寺村                         | 安養寺村                             | 白山村                     | 白山村                   | 白山村                        | 白山村                      | 昭和34年8月1日 武生市に編入 | 平成17年10月1日 越前市      | 越前市 |
| 粟野村               | 粟野村                           | 粟野村                               | 白山村                     | 白山村                   | 白山村                        | 白山村                      | 昭和34年8月1日 武生市に編入 | 平成17年10月1日 越前市      | 越前市 |
| 黒川村               | 黒川村                           | 黒川村                               | 白山村                     | 白山村                   | 白山村                        | 白山村                      | 昭和34年8月1日 武生市に編入 | 平成17年10月1日 越前市      | 越前市 |
| 小杉村               | 小杉村                           | 小杉村                               | 白山村                     | 白山村                   | 白山村                        | 白山村                      | 昭和34年8月1日 武生市に編入 | 平成17年10月1日 越前市      | 越前市 |
| 小谷村               | 小谷村                           | 小谷村                               | 白山村                     | 白山村                   | 白山村                        | 白山村                      | 昭和34年8月1日 武生市に編入 | 平成17年10月1日 越前市      | 越前市 |
| 小野村               | 小野村                           | 小野村                               | 白山村                     | 白山村                   | 白山村                        | 白山村                      | 昭和34年8月1日 武生市に編入 | 平成17年10月1日 越前市      | 越前市 |
| 菖蒲谷村             | 菖蒲谷村                         | 菖蒲谷村                             | 白山村                     | 白山村                   | 白山村                        | 白山村                      | 昭和34年8月1日 武生市に編入 | 平成17年10月1日 越前市      | 越前市 |
| 勝蓮花村             | 勝蓮花村                         | 勝蓮花村                             | 白山村                     | 白山村                   | 白山村                        | 白山村                      | 昭和34年8月1日 武生市に編入 | 平成17年10月1日 越前市      | 越前市 |
| 菅村                 | 菅村                             | 菅村                                 | 白山村                     | 白山村                   | 白山村                        | 白山村                      | 昭和34年8月1日 武生市に編入 | 平成17年10月1日 越前市      | 越前市 |
| 杉本村               | 杉本村                           | 明治10年代 改称 上杉本村             | 白山村                     | 白山村                   | 白山村                        | 白山村                      | 昭和34年8月1日 武生市に編入 | 平成17年10月1日 越前市      | 越前市 |
| 千合谷村             | 千合谷村                         | 千合谷村                             | 白山村                     | 白山村                   | 白山村                        | 白山村                      | 昭和34年8月1日 武生市に編入 | 平成17年10月1日 越前市      | 越前市 |
| 曽原村               | 曽原村                           | 曽原村                               | 白山村                     | 白山村                   | 白山村                        | 白山村                      | 昭和34年8月1日 武生市に編入 | 平成17年10月1日 越前市      | 越前市 |
| 土山村               | 土山村                           | 土山村                               | 白山村                     | 白山村                   | 白山村                        | 白山村                      | 昭和34年8月1日 武生市に編入 | 平成17年10月1日 越前市      | 越前市 |
| 都辺村               | 都辺村                           | 都辺村                               | 白山村                     | 白山村                   | 白山村                        | 白山村                      | 昭和34年8月1日 武生市に編入 | 平成17年10月1日 越前市      | 越前市 |
| 中野村               | 中野村                           | 中野村                               | 白山村                     | 白山村                   | 白山村                        | 白山村                      | 昭和34年8月1日 武生市に編入 | 平成17年10月1日 越前市      | 越前市 |
| 二階堂村             | 二階堂村                         | 二階堂村                             | 白山村                     | 白山村                   | 白山村                        | 白山村                      | 昭和34年8月1日 武生市に編入 | 平成17年10月1日 越前市      | 越前市 |
| 米口村               | 米口村                           | 米口村                               | 白山村                     | 白山村                   | 白山村                        | 白山村                      | 昭和34年8月1日 武生市に編入 | 平成17年10月1日 越前市      | 越前市 |
| 萩原村               | 萩原村                           | 萩原村                               | 白山村                     | 白山村                   | 白山村                        | 白山村                      | 昭和34年8月1日 武生市に編入 | 平成17年10月1日 越前市      | 越前市 |
| 仏谷村               | 仏谷村                           | 仏谷村                               | 白山村                     | 白山村                   | 白山村                        | 白山村                      | 昭和34年8月1日 武生市に編入 | 平成17年10月1日 越前市      | 越前市 |
| 堀村                 | 堀村                             | 堀村                                 | 白山村                     | 白山村                   | 白山村                        | 白山村                      | 昭和34年8月1日 武生市に編入 | 平成17年10月1日 越前市      | 越前市 |
| 牧村                 | 牧村                             | 牧村                                 | 白山村                     | 白山村                   | 白山村                        | 白山村                      | 昭和34年8月1日 武生市に編入 | 平成17年10月1日 越前市      | 越前市 |
| 丸岡村               | 丸岡村                           | 丸岡村                               | 白山村                     | 白山村                   | 白山村                        | 白山村                      | 昭和34年8月1日 武生市に編入 | 平成17年10月1日 越前市      | 越前市 |
| 安戸村               | 安戸村                           | 安戸村                               | 白山村                     | 白山村                   | 白山村                        | 白山村                      | 昭和34年8月1日 武生市に編入 | 平成17年10月1日 越前市      | 越前市 |
| 若須村               | 若須村                           | 若須村                               | 白山村                     | 白山村                   | 白山村                        | 白山村                      | 昭和34年8月1日 武生市に編入 | 平成17年10月1日 越前市      | 越前市 |
| 増谷村               | 増谷村                           | 増谷村                               | 白山村                     | 白山村                   | 白山村                        | 白山村                      | 昭和34年8月1日 武生市に編入 | 平成17年10月1日 越前市      | 越前市 |
| 吉江町               | 吉江町                           | 明治7年 吉江町                       | 立待村                     | 立待村                   | 立待村                        | 昭和30年1月15日 鯖江市      | 鯖江市                      | 鯖江市                      | 鯖江市 |
| 牛屋村               | 牛屋村                           | 明治7年 吉江町                       | 立待村                     | 立待村                   | 立待村                        | 昭和30年1月15日 鯖江市      | 鯖江市                      | 鯖江市                      | 鯖江市 |
| 上石田村             | 上石田村                         | 上石田村                             | 立待村                     | 立待村                   | 立待村                        | 昭和30年1月15日 鯖江市      | 鯖江市                      | 鯖江市                      | 鯖江市 |
| 下石田村             | 下石田村                         | 下石田村                             | 立待村                     | 立待村                   | 立待村                        | 昭和30年1月15日 鯖江市      | 鯖江市                      | 鯖江市                      | 鯖江市 |
| 入村                 | 入村                             | 入村                                 | 立待村                     | 立待村                   | 立待村                        | 昭和30年1月15日 鯖江市      | 鯖江市                      | 鯖江市                      | 鯖江市 |
| 杉本村               | 杉本村                           | 杉本村                               | 立待村                     | 立待村                   | 立待村                        | 昭和30年1月15日 鯖江市      | 鯖江市                      | 鯖江市                      | 鯖江市 |
| 糺村                 | 糺村                             | 糺村                                 | 立待村                     | 立待村                   | 立待村                        | 昭和30年1月15日 鯖江市      | 鯖江市                      | 鯖江市                      | 鯖江市 |
| 西番村               | 西番村                           | 西番村                               | 立待村                     | 立待村                   | 立待村                        | 昭和30年1月15日 鯖江市      | 鯖江市                      | 鯖江市                      | 鯖江市 |
| 米岡村               | 米岡村                           | 米岡村                               | 立待村                     | 立待村                   | 立待村                        | 昭和30年1月15日 鯖江市      | 鯖江市                      | 鯖江市                      | 鯖江市 |
| 足羽郡三尾野村の一部 | 明治初年 分立 足羽郡三尾野出作村 | 明治17年 所属変更 丹生郡三尾野出作村 | 立待村                     | 立待村                   | 立待村                        | 昭和30年1月15日 鯖江市      | 鯖江市                      | 鯖江市                      | 鯖江市 |
| 大倉村               | 大倉村                           | 大倉村                               | 吉川村                     | 吉川村                   | 吉川村                        | 昭和30年1月15日 鯖江市      | 鯖江市                      | 鯖江市                      | 鯖江市 |
| 下川去村             | 下川去村                         | 下川去村                             | 吉川村                     | 吉川村                   | 吉川村                        | 昭和30年1月15日 鯖江市      | 鯖江市                      | 鯖江市                      | 鯖江市 |
| 熊田村               | 熊田村                           | 熊田村                               | 吉川村                     | 吉川村                   | 吉川村                        | 昭和30年1月15日 鯖江市      | 鯖江市                      | 鯖江市                      | 鯖江市 |
| 小泉村               | 小泉村                           | 小泉村                               | 吉川村                     | 吉川村                   | 吉川村                        | 昭和30年1月15日 鯖江市      | 鯖江市                      | 鯖江市                      | 鯖江市 |
| 持明寺村             | 持明寺村                         | 持明寺村                             | 吉川村                     | 吉川村                   | 吉川村                        | 昭和30年1月15日 鯖江市      | 鯖江市                      | 鯖江市                      | 鯖江市 |
| 田村                 | 田村                             | 田村                                 | 吉川村                     | 吉川村                   | 吉川村                        | 昭和30年1月15日 鯖江市      | 鯖江市                      | 鯖江市                      | 鯖江市 |
| 西大井村             | 西大井村                         | 西大井村                             | 吉川村                     | 吉川村                   | 吉川村                        | 昭和30年1月15日 鯖江市      | 鯖江市                      | 鯖江市                      | 鯖江市 |
| 二丁掛村             | 二丁掛村                         | 二丁掛村                             | 吉川村                     | 吉川村                   | 吉川村                        | 昭和30年1月15日 鯖江市      | 鯖江市                      | 鯖江市                      | 鯖江市 |
| 冬島村               | 冬島村                           | 冬島村                               | 吉川村                     | 吉川村                   | 吉川村                        | 昭和30年1月15日 鯖江市      | 鯖江市                      | 鯖江市                      | 鯖江市 |
| 平井村               | 平井村                           | 平井村                               | 吉川村                     | 吉川村                   | 吉川村                        | 昭和30年1月15日 鯖江市      | 鯖江市                      | 鯖江市                      | 鯖江市 |
| 吉田村               | 吉田村                           | 吉田村                               | 吉川村                     | 吉川村                   | 吉川村                        | 昭和30年1月15日 鯖江市      | 鯖江市                      | 鯖江市                      | 鯖江市 |
| 石生谷村             | 石生谷村                         | 石生谷村                             | 岡山村                     | 明治24年9月1日 改称 豊村 | 豊村                          | 昭和30年1月15日 鯖江市      | 鯖江市                      | 鯖江市                      | 鯖江市 |
| 上氏家村             | 上氏家村                         | 上氏家村                             | 岡山村                     | 明治24年9月1日 改称 豊村 | 豊村                          | 昭和30年1月15日 鯖江市      | 鯖江市                      | 鯖江市                      | 鯖江市 |
| 下氏家村             | 下氏家村                         | 下氏家村                             | 岡山村                     | 明治24年9月1日 改称 豊村 | 豊村                          | 昭和30年1月15日 鯖江市      | 鯖江市                      | 鯖江市                      | 鯖江市 |
| 漆原村               | 漆原村                           | 漆原村                               | 岡山村                     | 明治24年9月1日 改称 豊村 | 豊村                          | 昭和30年1月15日 鯖江市      | 鯖江市                      | 鯖江市                      | 鯖江市 |
| 下司村               | 下司村                           | 下司村                               | 岡山村                     | 明治24年9月1日 改称 豊村 | 豊村                          | 昭和30年1月15日 鯖江市      | 鯖江市                      | 鯖江市                      | 鯖江市 |
| 当田村               | 当田村                           | 当田村                               | 岡山村                     | 明治24年9月1日 改称 豊村 | 豊村                          | 昭和30年1月15日 鯖江市      | 鯖江市                      | 鯖江市                      | 鯖江市 |
| 鳥井村               | 鳥井村                           | 鳥井村                               | 岡山村                     | 明治24年9月1日 改称 豊村 | 豊村                          | 昭和30年1月15日 鯖江市      | 鯖江市                      | 鯖江市                      | 鯖江市 |
| 上野田村             | 上野田村                         | 上野田村                             | 岡山村                     | 明治24年9月1日 改称 豊村 | 豊村                          | 昭和30年1月15日 鯖江市      | 鯖江市                      | 鯖江市                      | 鯖江市 |
| 下野田村             | 下野田村                         | 下野田村                             | 岡山村                     | 明治24年9月1日 改称 豊村 | 豊村                          | 昭和30年1月15日 鯖江市      | 鯖江市                      | 鯖江市                      | 鯖江市 |
| 和田村               | 和田村                           | 和田村                               | 岡山村                     | 明治24年9月1日 改称 豊村 | 豊村                          | 昭和30年1月15日 鯖江市      | 鯖江市                      | 鯖江市                      | 鯖江市 |

## 行政
石川県丹生郡長
| 代 | 氏名 | 就任年月日                 | 退任年月日               | 備考         |
| -- | ---- | -------------------------- | ------------------------ | ------------ |
| 1  |      | 明治11年（1878年）12月17日 |                          |              |
|    |      |                            | 明治14年（1881年）2月6日 | 福井県に移管 |

福井県丹生郡長
| 代 | 氏名 | 就任年月日               | 退任年月日                | 備考                   |
| -- | ---- | ------------------------ | ------------------------- | ---------------------- |
| 1  |      | 明治14年（1881年）2月7日 |                           |                        |
|    |      |                          | 大正15年（1926年）6月30日 | 郡役所廃止により、廃官 |